# Рексем
Ре́ксем (англ. Wrexham, валл. Wrecsam) — місто на північному сході Уельсу, адміністративний центр області Рексем.
Населення міста становить 42 576 осіб (2001).